# Pietrișu, Prahova
Pietrișu (în trecut, Vrăjitoarea) este un sat în comuna Poiana Câmpina din județul Prahova, Muntenia, România.